# 川东对囊蕨
川东对囊蕨（学名：Deparia stenoptera）川东介蕨，为蹄盖蕨科对囊蕨属下的一个种。